# Лампедуза-е-Ліноза
Лампедуза-е-Ліноза (італ. Lampedusa e Linosa, сиц. Lampidusa e Linusa) — муніципалітет в Італії, у регіоні Сицилія, провінція Агрідженто.
Лампедуза-е-Ліноза розташована на відстані близько 710 км на південь від Рима, 300 км на південь від Палермо, 230 км на південний захід від Агрідженто, 260 км на південний схід від Туніса на трьох островах — Лампедуза, Ліноза та Лампіоне.
Населення — 6590 осіб (2014).

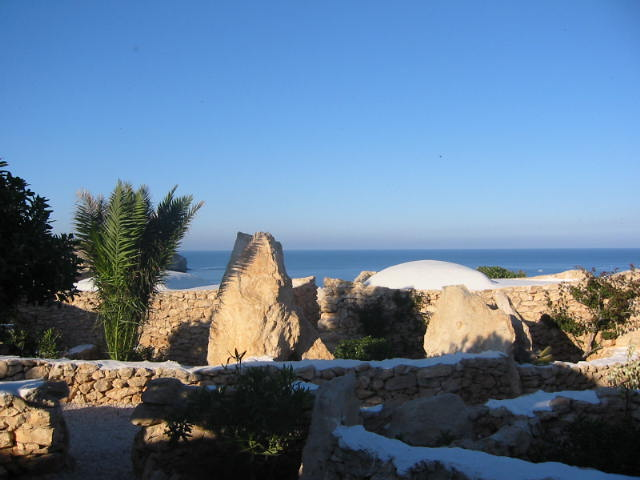

Щорічний фестиваль відбувається 22 вересня. Покровитель — Maria SS. di Porto Salvo.

## Демографія
Населення за роками:

Станом на 1 січня 2023 року в муніципалітеті офіційно проживало 226 іноземців з 35 країн, серед них 126 громадян країн Євросоюзу та 5 громадян України.